# هیروکی کوبایاشی
هیروکی کوبایاشی (انگلیسی: Hiroki Kobayashi؛ زادهٔ ۲۴ مهٔ ۱۹۷۷) بازیکن فوتبال اهل ژاپن است.
از باشگاه‌هایی که در آن بازی کرده‌است می‌توان به باشگاه فوتبال توکیو وردی، باشگاه فوتبال کونسادول ساپورو، باشگاه فوتبال جوبیلو ایواتا، و باشگاه فوتبال توکیو اشاره کرد.